# 167. strelska divizija (ZSSR)
167. strelska divizija (izvirno rusko 167. стрелковая дивизия; kratica 167. SD) je bila strelska divizija Rdeče armade v času druge svetovne vojne.

## Zgodovina
Divizija je bila ustanovljena leta 1941 v Tuli in bila uničena avgusta 1941 v Rogačevu. Februarja 1942 je bila ponovno ustanovljena.